# Seleção genômica
A Seleção Genômica (SG) prevê os valores genéticos de uma prole em uma população, associando suas características (por exemplo, resistência a pragas) com suas pontuações de marcadores genéticos de alta densidade.  SG é um método proposto para solucionar deficiências de seleção assistida por marcadores (SAM) em programas de melhoramento. No entanto, SG é uma forma de SAM que se diferencia dele por estimar, ao mesmo tempo, todos os marcadores genéticos, haplótipos ou efeitos de marcadores ao longo de todo o genoma para calcular os valores dos valores genéticos genômicos estimados (GEBV).  A potencialidade do SG é explicar a diversidade genética de um programa de melhoramento através de uma alta cobertura de marcadores genômicos e avaliar os efeitos desses marcadores para prever valores genéticos. 

## Limitações do SAM
Em contraste com o SAM e o seu foco em alguns marcadores significativos, a SG examina em conjunto todos os marcadores numa população. Desde a proposta inicial da SG  para aplicação em populações reprodutoras, ele vem emergindo como uma solução para as deficiências do SAM. 
O SAM apresentou duas limitações principais nas aplicações de melhoramento. Primeiro, as populações de mapeamento biparental são usadas para a maioria das análises de QTL, limitando sua precisão.   Isto representa um problema porque uma única população biparental não pode representar a diversidade alélica e os efeitos genéticos de fundo numa população reprodutora.
Além disso, características poligênicas (ou características complexas) controladas por vários marcadores de pequenos efeitos têm sido um incômodo incrível para o SAM. Os métodos estatísticos aplicados para identificar marcadores alvo e implementar SAM para melhoria de características poligênicas não tiveram sucesso. 